# امانوئله فیانو
امانوئله فیانو (انگلیسی: Emanuele Fiano؛ زادهٔ ۱۳ مارس ۱۹۶۳ میلادی)؛ سیاستمدار و معمار اهل ایتالیا است.